# Ramez Naam
Ramez Naam egyiptomi származású amerikai számítógép-tudós, szónok, jövőkutató és sci-fi-író. Legismertebb tevékenysége az, hogy részt vett a Microsoft Internet Explorer és az Microsoft Outlook fejlesztésében. Első science fiction regénye a 2012-ben megjelent Nexus volt, mellyel a szerző elnyerte a Prometheus-díjat 2014-ben.

## Életút
Kairóban született, szüleivel háromévesen költözött Észak-Amerikába.
Egy ideig az Apex Nanotechnologies nevű vállalat igazgatója volt, mely nanotechnológiai kutatószoftvereket fejlesztett, majd visszatért a Microsofthoz.
Az Institute for Accelerating Change és a World Future Society tagja, a Foresight Institue és az Institue for Ethnics and Emerging Technologies munkatársa.
2012-ben jelent meg Naam Nexus sorozatának első része, azonos címmel. Ezt követte a Crux 2013-ban, majd az Apex 2015-ben. Sci-fi mellett ismeretterjesztő könyveket is írt.

## Díjak, elismerések
- H. G. Wells-díj (2005)[4]
- Prometheus-díj (2014)[5]

## Művei

### Fikció
- Nexus (2012) – A Nexus 1. része
- Crux (2013) – A Nexus 2. része
- Apex (2015) – A Nexus 3. része

### Ismeretterjesztő könyvek
- More Than Human: Embracing the Promise of Biological Enhancement (2005)
- The Infinite Resource: The Power of Ideas on a Finite Planet (2013)

## Magyarul
- Nexus; ford. Hidy Mátyás; Ad Astra, Bp., 2014